# Episodi di Suits (serie televisiva 2018)
La prima e unica stagione del drama coreano Suits è andata in onda su KBS2 dal 3 gennaio 2011 al 28 febbraio 2011.
| n° | Titolo originale                                                                    | Titolo italiano (tradotto) | Prima TV originale |
| -- | ----------------------------------------------------------------------------------- | --- | ------------------ |
| 1  | 운명을 결정짓는 건, 우연이 아니라 선택이다.                                         | Il destino viene deciso dalla scelta che fai, non dalla coincidenza.                                                            | 25 aprile 2018     |
| 2  | 주사위를 던질 기회가 왔다면, 주저 말고 던져라. 던지는 순간 최소한 한 칸은 전진한다. | Se hai la possibilità di lanciare un dado, gettalo senza esitare. Nel momento in cui lo lanci, avanzerai di almeno un quadrato. | 26 aprile 2018     |
| 3  | 진실의 얼굴 뒤에는 언제나 어두운 이면이 존재한다.                                   | C'è sempre un lato oscuro dietro la faccia della verità.                                                                        | 2 maggio 2018      |
| 4  | ...그러므로, 진실이 얼굴을 드러낸다고 항상 승리하는 것은 아니다.                    | ... Pertanto, la verità non sempre vince solo perché si mostra.                                                                 | 3 maggio 2018      |
| 5  | 하이에나를 잡으려면, 썩은 고기를 미끼로 써야 한다.                                  | Per catturare una iena, devi usare la carne marcia come esca.                                                                   | 9 maggio 2018      |
| 6  | 같은 물을 마시지만, 소는 우유를 만들고, 뱀은 독을 만든다.                           | Bevono la stessa acqua, ma le mucche producono latte, mentre i serpenti fanno veleno.                                           | 10 maggio 2018     |
| 7  | 정의라는 칼에는 칼집이 필요 없는가?                                                 | Una guaina è davvero inutile per un coltello chiamato giustizia?                                                                | 16 maggio 2018     |
| 8  | 정의란 각자가 당연히 받아야 할 것을 돌려주는 것이다.                                | La giustizia sta restituendo a tutti ciò che giustamente meritano.                                                              | 17 maggio 2018     |
| 9  | 과거로 돌아가 새롭게 시작할 순 없지만 현재로부터 새로운 결말을 맺을 순 있다.        | Non puoi tornare indietro nel tempo e ricominciare da capo, ma puoi ancora mirare a un nuovo finale a partire da ora.           | 23 maggio 2018     |
| 10 | 당신의 가치를 증명하는 건 어떤 종류의 위험을 감수하느냐에 달려있다.                 | Puoi dimostrare il tuo valore mostrando il tipo di rischio che sei disposto a prendere.                                         | 24 maggio 2018     |
| 11 | 악마를 삼키려면 뿔까지 목구멍으로 넘겨야 한다.                                      | Se desideri inghiottire un demone, devi ingoiare anche le corna.                                                                | 30 maggio 2018     |
| 12 | 이상을 맹신하면, 현살에 배신 당한다.                                                | Se hai la cieca fiducia nei tuoi ideali, sarai tradito dalla realtà.                                                            | 31 maggio 2018     |
| 13 | 거짓말이라는 날개를 달고 이륙한 순간 착륙은 없다.                                   | Nel momento in cui voli con le ali chiamate bugie, non atterrerai.                                                              | 6 giugno 2018      |
| 14 | 비밀을 지키는 가장 완벽한 방법은 아무에게도 말해주지 않는 것이다.                   | Il modo migliore per mantenere un segreto è ... non dirlo a nessuno.                                                            | 7 giugno 2018      |
| 15 | 목적지를 잃었을 땐, 걸어온 길을 돌아보라.                                           | Quando perdi la tua destinazione, guarda indietro sul sentiero che hai percorso fino ad ora.                                    | 13 giugno 2018     |
| 16 | 삶은 당신에게 목적지를 알려주지 않는다.                                             | La vita non ti dirà ... dove è la destinazione.                                                                                 | 14 giugno 2018     |